# オリガ地区
オリガ地区（ロシア語: Ольгинский район）は、ロシアの沿海地方に属する行政地区の一つ。同名の町を中心都市として形成されている。
北にはカヴァレーロヴォ地区、西にはチュグエフカ地区、南にはラゾ地区と接する。1926年設立。
地区の東側は日本海となっており、海岸の標高は0mである。西側の地域はシホテアリニ山脈で地区内で最も高い標高は1,682.3mにもなる。そのため、森なども多く、川も流れ、自然豊かである。
一方、豊かな自然の影響で、地区内の人口は10,106人（2014年）で沿海地方の地区では比較的少ない。地区内にはオリガ町が最も大きく、地区で唯一の都市型集落である。オリガ地区では、オリガ町のほかに他の農村が18ある。